# Purple Fog Side
Purple Fog Side (сокращённо PFS) — самарская музыкальная группа, основанная в 1996 году Павлом Золиным и считающаяся одним из первопроходцев жанра darkwave в России.

## История
В 1997 году группа обосновалась на международном интернет-лейбле Kosmic Free Music Foundation и выпустила там свой дебютный альбом Roon (1998).
В конце 1999 году  группа выступила на второй по счету российской готической вечеринке Edge Of The Night в Москве, где была весьма высоко оценена как слушателями, так и рецензентами.
В 2000 году вышел альбом «Неототемизм», который, наряду с альбомом Stillife — «Raining December», получил высшие оценки в прессе (от тематического сайта gothic.ru до рок-журнала In Rock). Несколько месяцев PFS лидировали в чартах MP3.COM категории darkwave, а в 2001 вновь выступили в Москве, на сей раз с ENDRAUM. В 2002 группа лишь записала, но не издала альбом «Красота. Здоровье. Счастье», который был переиздан позже, в 2006 году, порталом GOTHS.RU
В 2007 году на уже на лейбле Shadowplay Records издаётся новый альбом «Could It Ever Be Expressed», собравший положительные рецензии, в том числе от Mick Mercer.
В период с 2007 по 2008 год группа приняла участие в трех российских турах — с Das Ich, Attrition и Seelenzorn.
Также прошли совместные концерты с Covenant, De/Vision, Deine Lakaien, Diary Of Dreams, Ayria, Minerve, Kirlian Camera.
В конце февраля 2009 года выходит альбом Music For Indigo Kids («Музыка для детей Индиго») и снимается первый официальный клип на композицию Illusions.
В сентябре 2009 года группа устраивает эксперимент-марафон с кодовым названием Project:Rentgen, сочиняя и записывая новый альбом, в жестком графике - 1 песня за два дня, и оперативно публикуя результаты в блоге. Так было записано 10 композиций, которые впоследствии вышли отдельным цифровым изданием в феврале 2010 года.
В декабре 2010 года выходит совместный коллекционный полноформатный альбом в сотрудничестве с Mechanical Apfelsine и Haloed Ghost, который получил название Trinity.

## Дискография
- Roon — 1998 Area 51 Rec
- Неототемизм — 2000 JT Rec
- Красота. Здоровье. Счастье (MP3-альбом) — © 2006 (2002) JT Rec
- Could It Ever Be Expressed? — 2007 Shadowplay Records
- Music For Indigo Kids — 2009 Shadowplay Records
- Project:Rentgen — 2010 Synthematik Netlabel
- Trinity (Совместно с Mechanical Apfelsine и Haloed Ghost) — 2010 Shadowplay Records
- Reality Awaits — 2013 Shadowplay (CD версия) / SkyQode (цифровая версия)
- Anthology XX - 2016 SkyQode
- The Discord — 2017

### Сборники
- «Project Pitchfork — Russian Existence» (Трек — Carrion) — 2005 Project Pitchfork/Qcode
- Iva — Сновидения — 2005 Мистерия звука
- Stillife — Memories (Трек — The Wait (PFS Mix)) — 2005 Irond
- Colours Of Black: 2 (Трек — War In My Head) — 2006 Shadowplay
- Re/Vision: The SkyQode Tribute To De/Vision (Трек - Amiee) - 2015 SkyQode

### Интервью
- Порталу DEAD-CITY (ноябрь 2008)
- Блиц для Everything Synth (сентябрь 2008) (недоступная ссылка)
- Synthpop-лаборатории (сентябрь 2008) (недоступная ссылка)
- Порталу GOTHS.RU (2006) (недоступная ссылка)
- Порталу Darkside.ru и Минской Музыкальной газете (2001) (недоступная ссылка)
- Интервью сайту gothic.ru

### Рецензии
- Сборник рецензий на альбом «Could it ever be expressed?» (недоступная ссылка)
- Сборник рецензий на альбом «Неототемизм» (недоступная ссылка)